# 黒田大塚古墳
黒田大塚古墳（くろだおおつかこふん）は、奈良県磯城郡田原本町黒田にある古墳。形状は前方後円墳。三宅古墳群を構成する古墳の1つ。奈良県指定史跡に指定されている。

## 概要
奈良盆地中央部、寺川・飛鳥川に挟まれた微高地に築造された古墳である。三宅古墳群では南端に位置し、東側には古道である筋違道（太子道）が通じる。これまでに数次の調査が実施されている。
墳形は前方後円形で、前方部を西南西方向に向ける。墳丘は2段築成。墳丘外表では葺石は認められないが、円筒埴輪列（朝顔形・蓋形埴輪含む）が認められる（周濠内から出土）。墳丘の前方部北側には張り出し部が認められる。墳丘周囲には周濠が巡らされており、幅8メートル・深さ0.8メートルを測り、周濠を含めた古墳全長は86メートルにおよぶ。周濠内からは埴輪のほか、鳥形・蓋形（笠形）木製品、碧玉製管玉、滑石製双孔円板が検出されている。埋葬施設は未調査のため明らかでなく（横穴式石室の可能性）、副葬品も詳らかでない。
築造時期は、古墳時代後期の6世紀初頭頃と推定される。奈良盆地中央部では数少ない後期大型前方後円墳として注目され、一帯の三宅古墳群は中小規模の前方後円墳・円墳・方墳から構成されることから、屯倉に関わる古墳群とする説が挙げられている。
古墳域は1983年（昭和58年）に奈良県指定史跡に指定されている。

## 遺跡歴
- 1983年（昭和58年）3月15日、奈良県指定史跡に指定[4]。
- 1983年度（昭和58年度）、第1次調査（田原本町教育委員会、1984年に概要報告）。
- 1984年度（昭和59年度）、第2次調査（田原本町教育委員会、1986年に概要報告）。
- 1986年度（昭和61年度）、第3次調査（田原本町教育委員会、1987年に概要報告）。
- 1996年度（平成8年度）、第4次調査（田原本町教育委員会、1997年に概要報告）。
- 2003年度（平成15年度）、第5・6次調査（田原本町教育委員会、2004年に概要報告）。

## 墳丘

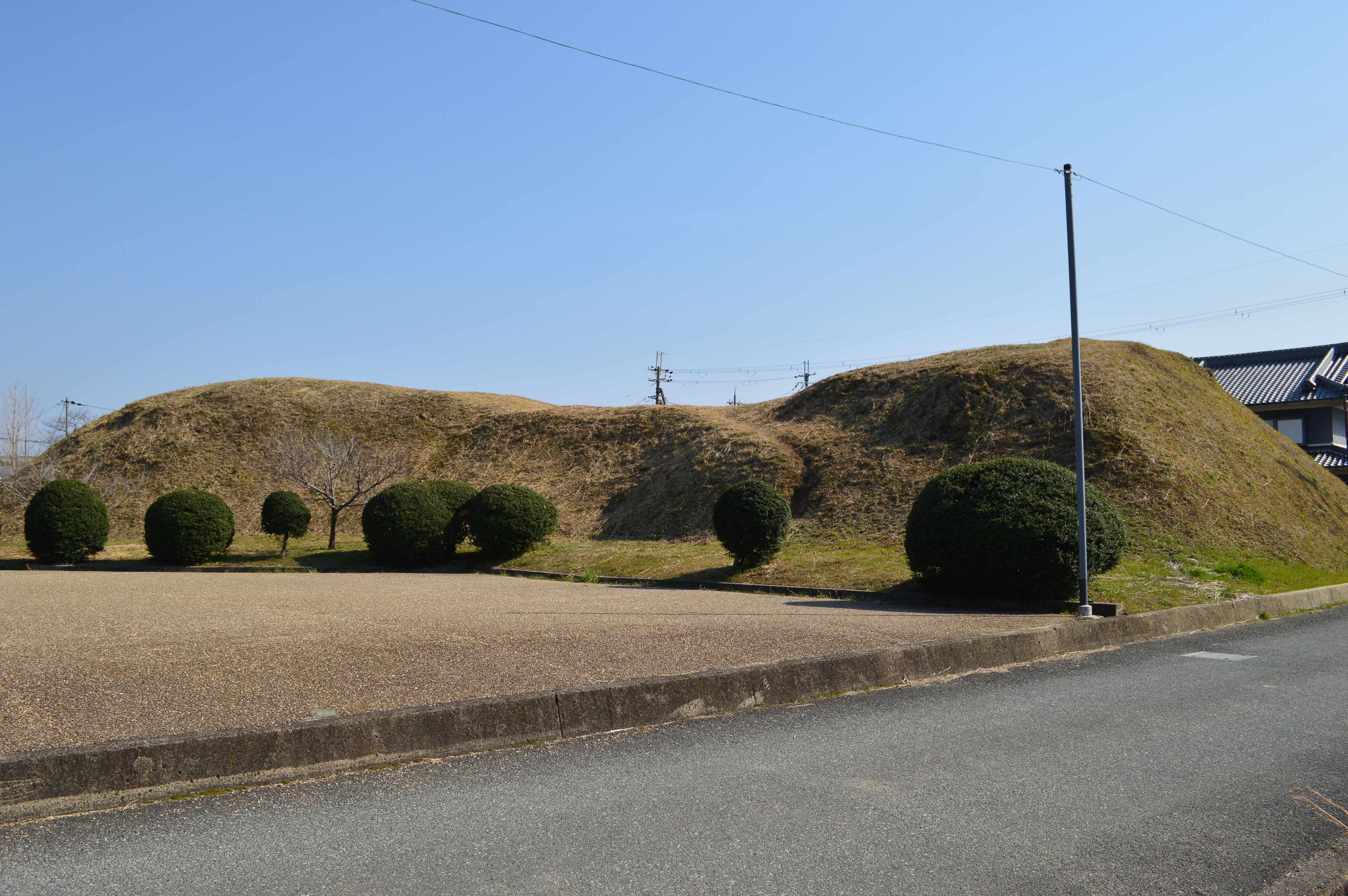
右に前方部、左に後円部

墳丘の規模は次の通り。
- 墳丘長：70メートル
- 後円部
  - 直径：40メートル
  - 高さ：8.2メートル
- 前方部
  - 幅：45メートル
  - 高さ：7.7メートル

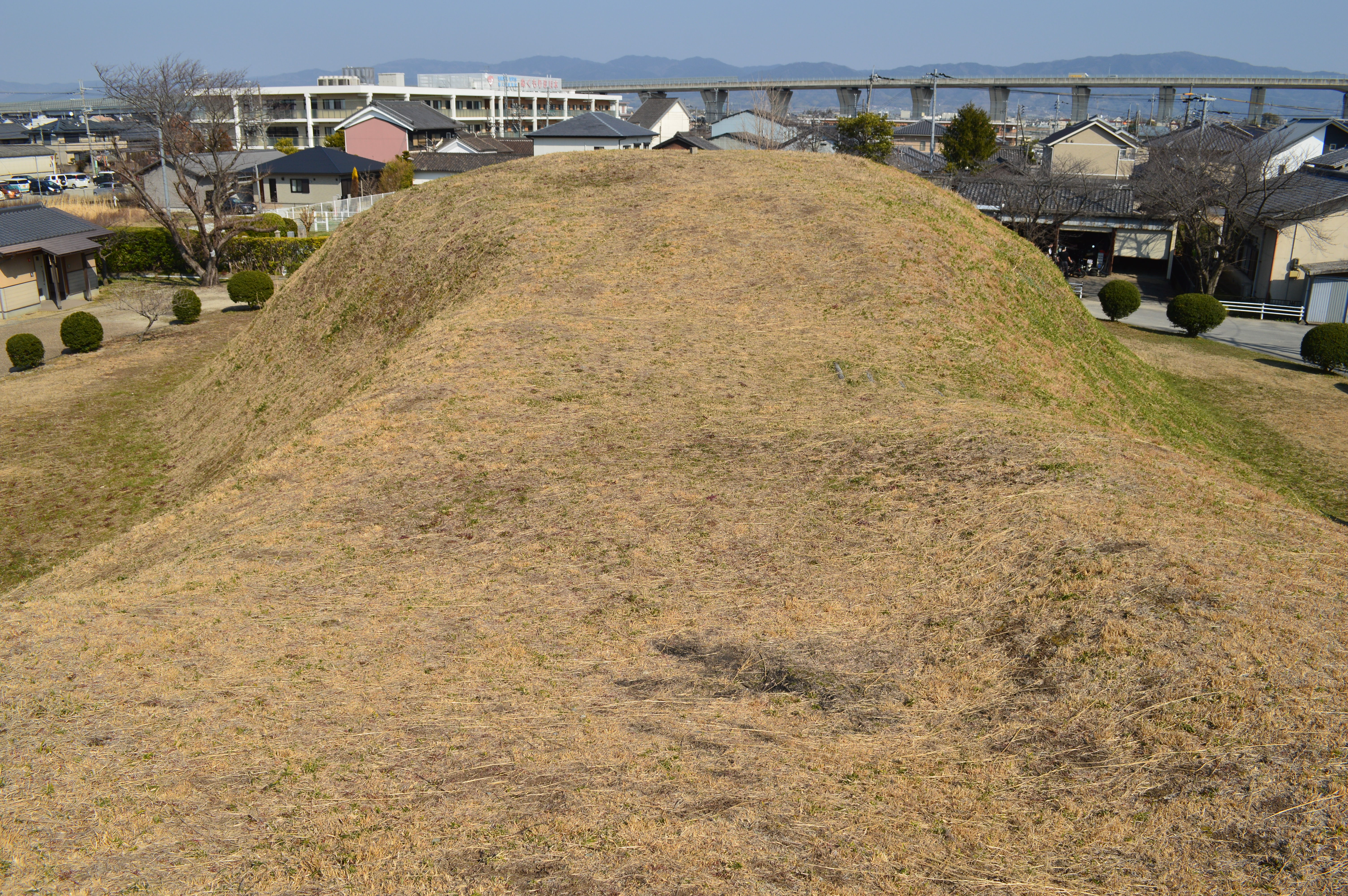
前方部から後円部を望む
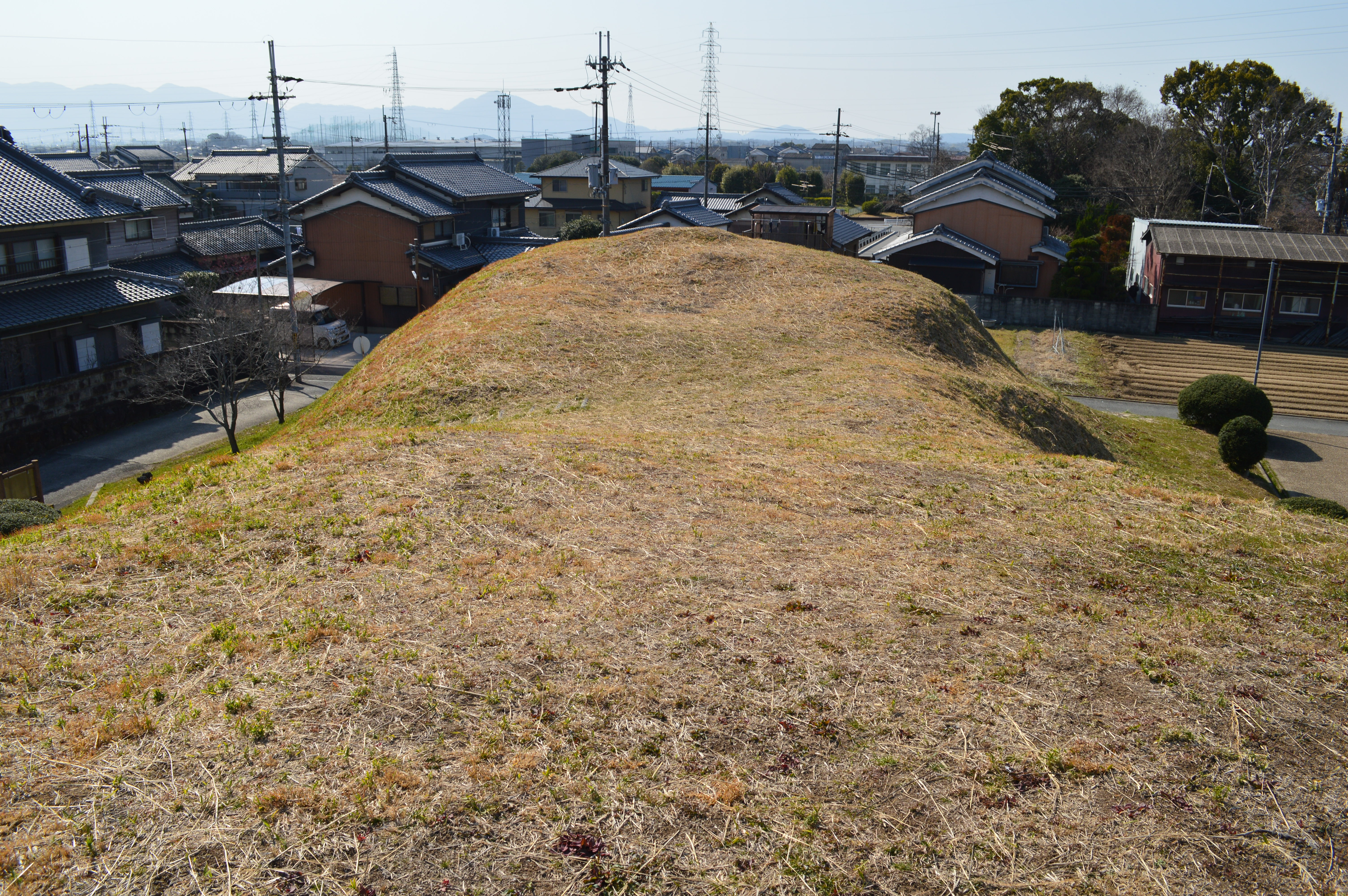
後円部から前方部を望む
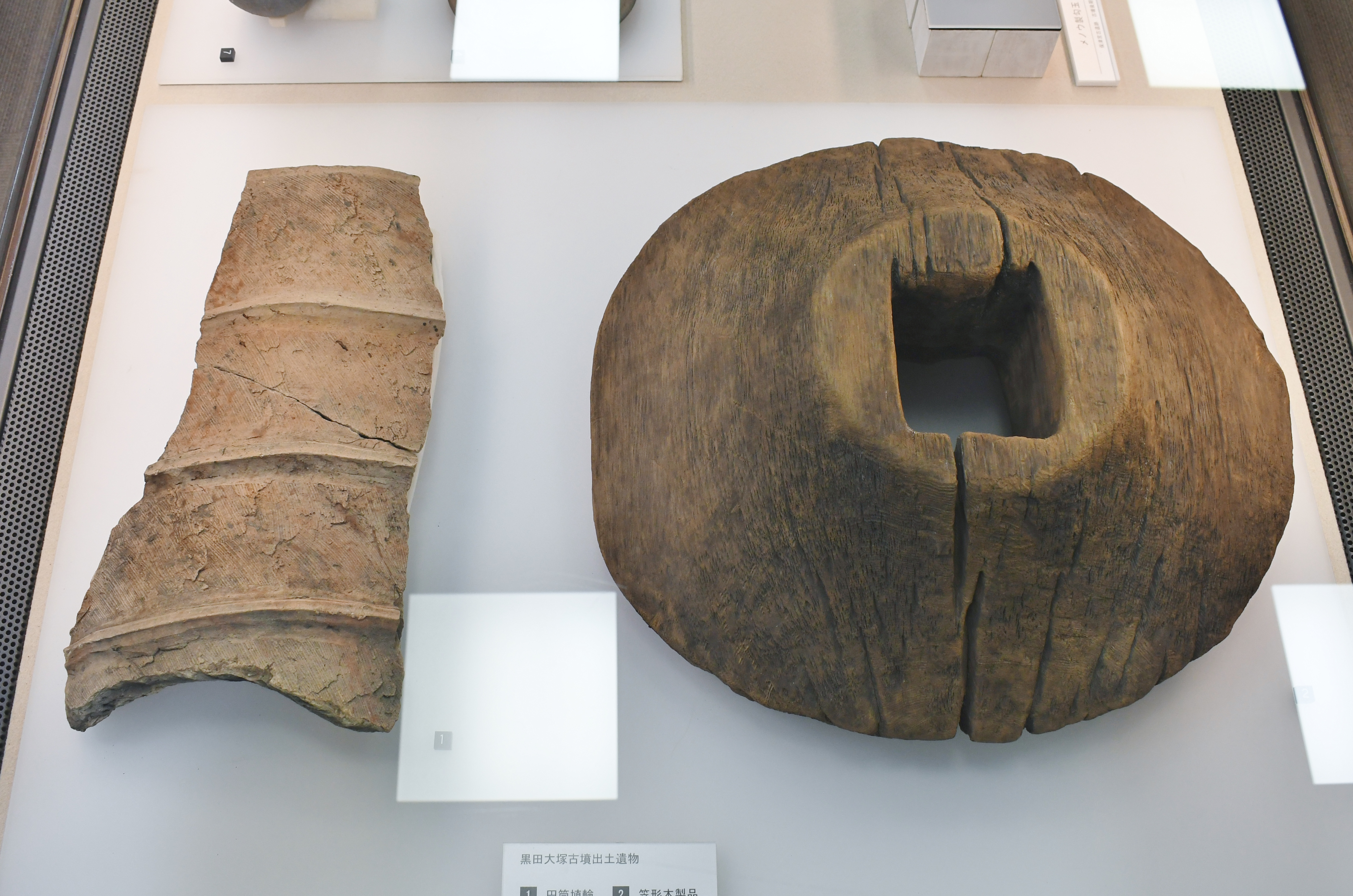
円筒埴輪・蓋形木製品 唐古・鍵考古学ミュージアム企画展示時に撮影。

## 文化財

### 奈良県指定文化財
- 史跡
  - 黒田大塚古墳 - 1983年（昭和58年）3月15日指定[4]。

## 関連文献
（記事執筆に使用していない関連文献）
- 『昭和58年度 唐古・鍵遺跡 -第16・18・19次発掘調査概報- 黒田大塚古墳 -第1次発掘調査概報-（田原本町埋蔵文化財調査概要2）』田原本町教育委員会、1984年。 - リンクは奈良文化財研究所「全国遺跡報告総覧」。
- 『昭和59年度 唐古・鍵遺跡 -第20次発掘調査概報- 黒田大塚古墳 -第2次発掘調査概報-（田原本町埋蔵文化財調査概要3）』田原本町教育委員会、1986年。 - リンクは奈良文化財研究所「全国遺跡報告総覧」。
- 『昭和61年度 唐古・鍵遺跡 -第27・28次発掘調査概報- 黒田大塚古墳 -第3次発掘調査概報-（田原本町埋蔵文化財調査概要8）』田原本町教育委員会、1987年。 - リンクは奈良文化財研究所「全国遺跡報告総覧」。
- 「黒田大塚古墳 第4次調査」『田原本町埋蔵文化財調査年報6 -1996年度-』田原本町教育委員会、1997年。 - リンクは奈良文化財研究所「全国遺跡報告総覧」。
- 「黒田大塚古墳 第5次調査・黒田大塚古墳 第6次調査」『田原本町埋蔵文化財調査年報13 -2003年度-』田原本町教育委員会、2004年。 - リンクは奈良文化財研究所「全国遺跡報告総覧」。